# Cronologia da União Soviética
Esta é uma cronologia da União Soviética.

## 1917
- 26 de outubro: Vladimir Lenin assume o primeiro presidente do Conselho dos Comissários do Povo da União Soviética.
- 7 de novembro:Revolução de Outubro e início da Guerra Civil Russa.

## 1918
- 1 de janeiro: Atentado contra Lenin.
- 7 de janeiro: Início da  Conferência da Paz entre a Alemanha e a Rússia.
- 22 de janeiro: A Ucrânia e a Moldávia proclamam sua independência.
- 8 de fevereiro: O calendário ocidental é adotado.
- 9 de fevereiro: As tropas bolchéviques entram em Kiev, na Ucrânia.
- 3 de março: A assinatura do Tratado de Brest-Litovsk entre os alemães e os bolchéviques.
- 10 de julho: A Constituição da República Socialista Federativa Soviética da Rússia é ratificada.[1]

## 1922
- 25 de outubro: Os soviéticos ocupam Vladivostok, terminado a Guerra Civil Russa.[1]
- 29 de dezembro: O Tratado de União é firmado com a criação da União das Repúblicas Socialistas Soviéticas.
- 30 de dezembro: Criação da União das Repúblicas Socialistas Soviéticas.[1]

## 1924
- 1 de fevereiro: A União Soviética é reconhecida pelo Reino Unido.
- 31 de janeiro: A Constituição da União Soviética é ratificada.[1]

## 1929
- 18 de janeiro: Trotski é expulso da União Soviética.

## 1939
- 17 de setembro: Tropas soviéticas invadem a Polônia.[2][3]
- 30 de novembro: Cinco exércitos soviéticos atravessam para a Finlândia, iniciando a Guerra de Inverno.[3]
- 14 de dezembro: A União Soviética é expulsa da Liga das Nações.[2][3]

## 1940
- 12 de março: A União Soviética assina um tratado de paz com a Finlândia.[2]
- 3 a 6 de agosto: Letônia, Lituânia e Estônia são incluídas como as repúblicas da parte da União Soviética.[2][4]

## 1942
- 1 de janeiro: A União Soviética assina a Declaração das Nações Unidas.[2]
- 17 de julho: Inicia a Batalha de Stalingrado.[2]

## 1943
- 2 de fevereiro: O exército alemão rende-se ao exército soviético em Stalingrado.[3]
- 12 de julho: Inicia a Batalha de Kursk.[2]

## 1953
- 5 de março: Morre o líder Josef Stálin.

## 1963
- 16 de junho:  Valentina Tereshkova torna-se a primeira mulher a ir ao espaço.

## 1965
- 18 de março: Aleksei Leonov torna-se o primeiro humano a realizar uma caminhada espacial.

## 1980
- 19 de julho a 3 de agosto: Os Jogos Olímpicos de Verão são realizados em Moscou, na Rússia.

## 1990
- 19 de novembro: A União Soviética declara guerra ao Azerbaijão.

## 1991
- 30 de agosto: O Azerbaijão proclama a independência da União Soviética.
- 8 de dezembro: A Comunidade de Estados Independentes (CEI) é criada.
- 26 de dezembro: A União das Repúblicas Socialistas Soviéticas é dissolvida.